# Jorge Villalobos Seáñez
Jorge Iván Villalobos Seáñez (Jiménez, Chihuahua, 19 de julio de 1978) es un político y abogado mexicano, miembro del Partido Acción Nacional, se desempeña como diputado federal para el periodo de 2012 a 2015.

## Carrera política
Jorge Villalobos es Licenciado en Derecho y Maestro en Derecho Fiscal por el Instituto Tecnológico y de Estudios Superiores de Monterrey Campus Chihuahua, tiene además estudios de doctorado en Derecho Fiscal por la Universidad de Salamanca-Universidad Panamericana.
De 2003 a 2006 fue secretario técnico de la Comisión de Hacienda de la Cámara de Diputados, siendo presidente de la comisión Gustavo Madero Muñoz; al ser electo Madero como senador de la República en 2006, Jorge Villalobos pasó a ocupar la Secretaría Técnica de la comisión de Hacienda del Senado y a partir de 2008 la Coordinación de Asesores del grupo parlamentario del PAN en el Senado, coincidiendo con la desginación de Gustavo Madero como coordinador del mismo. En 2010 dejó la coordinación de asesores en el Senado para coordinar la campaña de Madero a Presidente Nacional del PAN y una vez electo fue designado como su Secretario Particular.
Electo diputado federal por la vía de representación proporcional a la LXII Legislatura de 2012 a 2015 en donde funge como integrante de las comisiones de Agua Potable y Senaeminto, de Hacienda y Crédito Público y de Presupuesto y Cuenta Pública; fue además, Vicecoordinador del grupo parlamentario del PAN hasta el 13 de agosto de 2014.

### Controversias
En varias ocasiones se ha visto involucrado por los medios nacionales en escándalos de tipo político, el primero de ellos en 2013, cuando fue señalado por una grabación por realizar tráfico de influencias en nombramiento de funcionarios en la Secretaría de Hacienda y Crédito Público, así como de tramitar permisos para casinos a cambio de favores políticos.
El 11 de agosto de 2014 fue publicado un video donde se le ve —junto con otros diputado panistas como Luis Alberto Villarreal García, Martín López Cisneros, Máximo Othón Zayas y el exlegislador Alejandro Zapata Perogordo— en una fiesta privada en Puerto Vallarta junto con bailarinas de table dance y striptease, durante la convención plenaria del grupo parlamentario del PAN. En consecuencia, el 13 de agosto fue destituido como vicecoordinador de la bancada panista por disposición del presidente nacional Gustavo Madero.